# Johann Bacmeister der Ältere
Johann Bacmeister, genannt der Ältere, auch: Johannes Bacmeister (* 14. Dezember 1563 in Rostock; † 5. Dezember 1631 ebenda), war ein deutscher Professor der Medizin, mehrmaliger Rektor der Universität Rostock sowie Fürstlicher Leibarzt in Mecklenburg.

## Leben und Wirken
Johann Bacmeister wuchs in einem evangelischen Pfarrhaus auf. Der Sohn von Lucas Bacmeister dem Älteren und der Johanna Bording (1544–1584), Tochter des flämischen Mediziners und dänischen Leibarztes Jacob Bording, wurde auf Grund seiner Begabungen schon früh auf die Fürstenschule nach Meißen, das heutige Sächsische Landesgymnasium St. Afra, geschickt. Anschließend studierte er ab 1587 ganz im Sinne seines Großvaters mütterlicherseits zunächst bei Levinus Battus an der Universität Rostock sowie anschließend in Kopenhagen und anderen Städten Medizin und Philosophie. Daneben betätigte er sich an den jeweiligen Universitäten als Privatlehrer. Nach dem Tod seines ersten Lehrers Battus wurde er im Jahre 1593 vom Herzog Ulrich von Mecklenburg-Güstrow als außerordentlicher Professor auf den vakanten Lehrstuhl und zu dessen Leibarzt berufen. Am 8. August 1594 erhielt Bacmeister schließlich die Doktorwürde und die Ernennung zum fürstlichen ordentlichen Professor für Medizin. Bacmeister behielt diese Stellung bis zu seiner Emeritierung bei und wurde darüber hinaus zwischen 1617 und 1629 gleich sechsmal zum Rektor der Universität gewählt sowie mit dem Titel „Senior der Universität“ geehrt. Ein mit einem Gedenkspruch versehenes und von Professor Peter Lauremberg unterzeichnetes Bildnis hängt im Bereich des Universitätsgebäudes.

## Familie
Johann Bacmeister war zunächst am 9. Januar 1594 in Rostock mit Christine Sasse (1572–1614), Schwester des Logikprofessors Peter Sasse des Älteren (1571–1642), verheiratet, mit der er Vater von neun Kindern wurde. Nach dem Tod seiner Frau ehelichte er am 19. Juli 1615 die Witwe Anna Cossen geborene Pauls (1565–1623) sowie nach deren Tod am 11. Mai 1625 in Rostock die Witwe Braumeisters Martin Wrosten, Magdalena, geb. Lavrentz (1587–1653). Mit ihr hatte er noch einen Sohn und eine Tochter. Sein Neffe Johann Bacmeister der Jüngere, Sohn seines Bruders Matthäus Bacmeister, führte die Tradition der Bacmeister-Familie an der Universität Rostock fort und folgte ihm später in den Funktionen als Medizinprofessor, Leibarzt und mehrmaliger Rektor. Eine seiner Töchter heiratete den Rostocker Ratsherrn Michael Lavrentz (1597–1666), eine andere, Elisabeth, den Juristen Theodor Varmeier.

## Werke (Auswahl)
- Praeside ... Wilhelmo Laurenbergio Philosophiae & artis Medicae Doctore ... Propositiones sequentes De Melancholia / Pro Licentia sumendi Doctorum Medicinae insignia. Defendere conabuntur. M. Ioannes Bacmeisterus Rostochiensis. Henricus Pauli Rostochiensis. Fiet Disputatio .., Rostock 1593, (Dissertation)
- De ictericia / Johannes Bacmeister [Praeses]; Mauricius Heine [Resp], Rostock, 1602
- De hydrope / Johannes Bacmeister [Praeses]; Christianus à Lengerken [Resp.], Rostock, 1623
- De peste / Johannes Bacmeister [Praeses]. Albertus Kirchovius [Resp.], Rostock 1623